# Naadam
I Naadam (in mongolo Наадам, lett. "giochi") è una festività tradizionale della Mongolia. La manifestazione viene anche chiamata Eriin gurvan naadam (эрийн гурван наадам), che letteralmente significa i "tre giochi virili". Durante la manifestazione, in concomitanza con le vacanze di mezza estate (in genere 11-13 luglio), si praticano le tre principali attività sportive mongole: la lotta libera, l'ippica e il tiro con l'arco, sia a piedi che a cavallo. Le donne adulte possono partecipare alle gare di tiro con l'arco e le ragazze alle gare ippiche, mentre non è prevista la lotta femminile.
Il Naadam, occasione per percepire l'autentico folclore mongolo, si svolge da oltre tremila anni (è infatti la seconda manifestazione sportiva più antica del mondo dopo i Giochi olimpici) ed è la festa nazionale più importante e celebre della Mongolia. Da otto secoli è anche l'occasione per rievocare le gesta di Gengis Khan, orgoglio della Mongolia, e inoltre dal 1921 costituisce l'anniversario della rivoluzione mongola.
Il culmine della festa rappresenta la gara di lotta. La disciplina, simile alla lotta occidentale, vede cinquecento uomini battersi senza categorie per conquistare il titolo di Leone della Mongolia. È un tipo di lotta molto brutale, senza compromessi, con combattimenti lenti ed estenuanti ad eliminazione diretta; la mancanza di regole tradizionali rende difficile che un lottatore mongolo venga accettato ai Giochi olimpici. Se un vincitore durante i Naadam si aggiudicherà almeno due titoli nazionali verrà acclamato come Titano.